# Il desiderio
Il desiderio (Das Verlangen) è un film del 2002 diretto da Iain Dilthey.

## Riconoscimenti
- 2002 - Festival del cinema di Locarno
  - Pardo d'Oro